# Waikavirus
Genre
Espèces de rang inférieur
- espèce-type : Rice tungro spherical virus

Waikavirus est un genre de virus de la famille des Secoviridae, qui comprend quatre espèces acceptées par l'ICTV. Ce sont des virus à ARN linéaire à simple brin à polarité positive, rattachés au groupe IV de la classification Baltimore, qui infectent les plantes (phytovirus).
Ces virus ont une gamme d'hôtes restreinte qui se limite aux plantes monocotylédones des familles des Poaceae et Cyperaceae.
Ils ne sont pas transmis par inoculation de la sève. La transmission au champ se fait par l'intermédiaire d'insectes vecteurs (pucerons ou cicadelles) selon un mode semi-persistant. Une protéine auxiliaire codée par le virus est probablement nécessaire. 
Certaines espèces du genre Waikavirus sont des virus auxiliaires pour la transmission par les insectes d'autres virus : c'est le cas de l'Anthriscus yellows virus dans le cas du Parsnip yellow fleck virus (PYFV, genre Sequivirus) et du Rice tungro spherical virus dans le cas du Rice tungro bacilliform virus (famille des Caulimoviridae) (ce complexe viral étant responsable de la maladie du tungro du riz).

## Étymologie
Le nom générique, « Waikavirus », est dérivé du dérivé du terme japonais « waika »  (rabougrissement) utilisé pour décrire la maladie induite par le virus sphérique du tungro du riz (Rice  tungro spherical virus).

## Structure
Les virions, non enveloppés, sont des particules à capside quasi-sphérique à symétrie icosaédrique  (T=pseudo3) de 30 nm de diamètre.
Le génome, monopartite, est constitué d'une molécule d'ARN simple brin de polarité positive, linéaire, d'environ 12 kb. L'extrémité 5' a une protéine liée au génome (VPg). L'extrémité 3' présente une queue poly (A).

## Liste des espèces et non-classés
Selon NCBI (1 février 2021) :
- Anthriscus yellows virus (AYV)
- Bellflower vein chlorosis virus (BVCV)
- Maize chlorotic dwarf virus (MCDV)
- Rice tungro spherical virus (RTSV)
- non-classés 
  - Blackcurrant waikavirus A
  - Brassica napus RNA virus 1
  - Insect-associated waikavirus 1
  - Persimmon waikavirus
  - Surrounding non-legume associated waikavirus
  - White dead nettle mosaic virus